# A.C. Milan w sezonie 1987/1988

Klubowe barwy Milanu

Osiągnięcia i skład piłkarskiego zespołu A.C. Milan w sezonie 1987-1988.

## Osiągnięcia
- Serie A: 1. miejsce
- Puchar Włoch: odpadnięcie w 1/8 finału
- Puchar UEFA: odpadnięcie w 1/16 finału

## Podstawowe dane
- Oficjalna nazwa klubu: Associazione Calcio Milan
- Siedziba klubu: Via F. Turati 3
- Boisko: San Siro
- Prezes klubu:  Silvio Berlusconi
- Trener zespołu:  Arrigo Sacchi
- Kapitan drużyny:  Franco Baresi

## Skład zespołu
Bramkarze:
| Włochy | Giovanni Galli |
| Włochy | Giulio Nuciari |

Obrońcy:
| Włochy | Franco Baresi         |
| Włochy | Walter Bianchi        |
| Włochy | Alessandro Costacurta |
| Włochy | Filippo Galli         |
| Włochy | Paolo Maldini         |
| Włochy | Roberto Mussi         |
| Włochy | Mauro Tassotti        |

Pomocnicy:
| Włochy   | Carlo Ancelotti      |
| Włochy   | Mario Bortolazzi     |
| Włochy   | Angelo Colombo       |
| Włochy   | Roberto Donadoni     |
| Włochy   | Alberigo Evani       |
| Holandia | Ruud Gullit          |
| Włochy   | Rufo Emiliano Verga  |
| Włochy   | Francesco Zanoncelli |

Napastnicy:
| Holandia | Marco van Basten        |
| Włochy   | Massimiliano Cappellini |
| Włochy   | Graziano Mannari        |
| Włochy   | Daniele Massaro         |
| Włochy   | Pietro Paolo Virdis     |